# Dirceu
Dirceu José Guimarães (15. června 1952 – 15. září 1995) byl brazilský fotbalista. Hrával na pozici záložníka. S brazilskou reprezentací získal bronzovou medaili na mistrovství světa v Argentině roku 1978. Na tomto turnaji se dostal i do all-stars a federací FIFA byl vyhlášen třetím nejlepším hráčem šampionátu. Hrál i na dalších dvou mundialech – v Německu 1974 (4. místo) a ve Španělsku 1982. Celkem za národní tým odehrál 44 utkání a vstřelil 7 branek. Byl známý svým častým střídáním klubů, v žádném nestrávil více než tři sezóny, nejdéle hrál za Botafogo (1973–1976) a Atlético Madrid (1979–1982). Zemřel při automobilové havárii.